# 32-Bit-Architektur

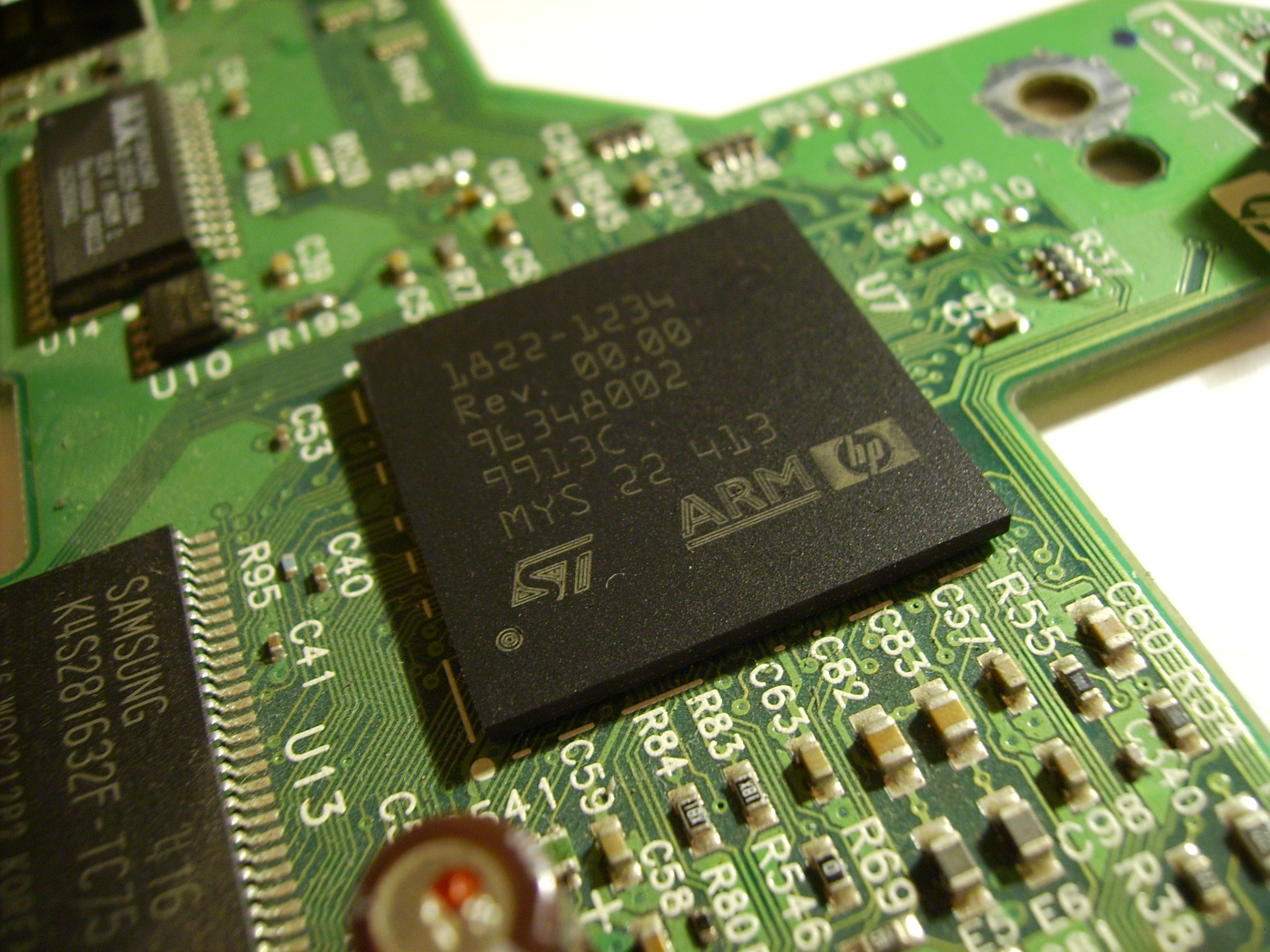
32-Bit-Prozessor

Unter 32-Bit-Architektur versteht man in der EDV eine Prozessorarchitektur, deren Verarbeitungsbreite 32 Bit beträgt. Prozessoren, die eine 32-Bit-Architektur verwenden, werden häufig auch als „32-Bit-Prozessoren“ bezeichnet. Analog dazu werden auch Computerprogramme, die auf eine solche Architektur ausgelegt sind, mit dem Attribut 32-Bit versehen (z. B. „32-Bit-Betriebssystem“).

## Architekturen
- von Digital beziehungsweise später Compaq die VAX-Architektur (32-Bit ab 1977 im VAX-11 Superminicomputer)
- von National Semiconductor die NS320xx-Serie (ab 1977)
- von Intel, AMD und Anderen gebaute Prozessoren der x86-Familie (ab 1978, volle 32-Bit-Architektur mit i386 ab 1985, seit 2003 mit x64 auch eine 64-Bit-Architektur)
- von Motorola die 68000er-Familie (ab 1979, volle 32-Bit-Architektur mit 68020 ab 1984)
- von MIPS (später SGI) die MIPS-Architektur (32 Bit ab 1985 und als 64 Bit ab 1991)
- von ARM die Arm-Architektur, lizenziert an zahlreiche Prozessorhersteller (32-Bit ab 1985 und 64-Bit ab 2013)
- von Sun Microsystems die SPARC-Serie (32 Bit ab 1987 und als 64-Bit UltraSPARC ab 1995)
- von Apple/IBM/Motorola die PowerPC-Serie (32-Bit und 64 Bit, beide ab 1992)
- von Infineon die TriCore-Architektur (ab 1999)
- von Atmel die AVR32-Architektur (ab 2006)
- DLX-Mikroprozessor: hypothetische 32-Bit-Architektur

… sowie diverse weitere Designs.

## Design
Vereinfacht dargestellt bedeutet 32 Bit, dass die Prozessoren durch ihr ALU-Design so ausgelegt sind, dass zwei 32-Bit-Zahlen (also 4 Byte) gleichzeitig verarbeitet werden können (beispielsweise zwei 4-Byte-Zahlen addieren). Das schließt die externe und interne Gestaltung von Datenbus und die Breite des Registersatzes mit ein. Dies gilt analog für die gängigen Adressierungs-Arten, wobei die Bitbreite der Recheneinheit sich grundsätzlich von der der Adresseinheit unterscheiden kann (wie etwa auch bei 64-Bit-Prozessoren).

## Vorteile
Die Vorteile von höherbittigen Prozessorarchitekturen liegen in der einfacheren Berechnung größerer Integer-Werte (durch die breitere ALU), was zum Beispiel Vorteile bei Verschlüsselungsalgorithmen, grafischen Berechnungen (zum Beispiel Festkommaarithmetik für Computerspiele), 32-Bit-Dateisystemen oder Multimediaformaten (MPEG-2, MP3) mit sich bringt. Auch bringt die Erweiterung zu 32 Bit die Möglichkeit mit, bis zu 4 Gibibyte Arbeitsspeicher zu arbeiten, was zum Vergleich zu 16-Bit, welches nur 16 Mebibyte verarbeiten kann, eine enorme Verbesserung darstellte.

## Probleme
Bei weiterentwickelten Architekturen, die 32-Bit-Erweiterungen erhalten haben, kann allerdings ohne speziell angepasste Betriebssysteme in der Regel kein großer Vorteil aus dem Wechsel von 16-Bit- auf 32-Bit-Prozessoren gezogen werden.
Ähnlich wie bei SIMD- oder AltiVec-Erweiterungen ist also auch für 32-Bit-Systeme gewöhnlich speziell angepasste Software nötig.
Allerdings verfügte nicht jedes System mit 32 Bit breitem Datenpfad auch über einen 32 Bit breiten Adresspfad, also einen 4-GiB-Adressraum. Bei älteren IBM-Großrechnern (System/360 und System/370) wurden nur 24 Bit zur Adressierung verwendet (16-MiB-Adressraum). Da das überzählige Byte von Betriebssystem und Anwendungsprogrammen für Flagbits genutzt wurde, war der Übergang zur 31-Bit-Adressierung (2-GiB-Adressraum) mit nur noch einem Flagbit komplex. In einigen Systemen ist der Adresspfad schmaler oder größer als 32 Bit – beispielsweise können seit dem Pentium Pro einige x86-Prozessoren mit 36 Bit adressieren, was einem Adressraum von 64 GiB entspricht (Physikalische Adresserweiterung).
Ein anderes Problem ist das Jahr-2038-Problem.

## Programmiermodell
Unter der Programmiersprache C schlägt sich die Anzahl der Bits insbesondere bei der Größe der Datentypen void*, int und manchmal auch bei long, sowie deren vorzeichenlosen Pendants, nieder. Mit der Verbreitung von 32-Bit-Architekturen hat man hierbei in der Regel die drei Typen gleichermaßen auf die Breite von 32 Bit gesetzt, so dass Daten von Int-Typ, Long-Typ und Zeiger-Typ gleich sind. Dieses nennt man abgekürzt ILP32. Zur Abwärtskompatibilität mit der 16-Bit-Architektur, die meist als IP16 ausgeführt wurde, hatte man teils auch den Int-Typ bei 16-Bit gelassen, genannt LP32, oder den Long-Typ auf doppelte Breite von 64-Bit gesetzt, genannt IP32. Die ersten Versionen von DOS/Windows und Mac-OS arbeiteten mit jener LP32 und 16-Bit „int“, während frühe Ultrix-Versionen mit IP32 und 64-Bit „long“ arbeiteten. Derlei Programmiermodelle haben sich jedoch nicht durchgesetzt – alle heutigen unixartigen 32-Bit-Betriebssysteme drücken die 32-Bit-Architektur in einem ILP32-Typenmodell aus.
Der „long long“ Datentyp in C wurde erst im Zuge der Standardisierung für C99 (ab 1995) eingeführt um den Wildwuchs vorheriger Definitionen zu ersetzen. Er hatte sich im Unix-Umfeld eingebürgert um Software gleichzeitig für ILP32 und LP64 der aufkommenden 64-Bit-Architekturen zu schreiben, womit „long“ und „pointer“ jeweils die gleiche Größe haben, und die 64-Bit Arithmetik gleichermaßen verfügbar ist. Der zugehörige 64-Bit Large File Support, um auch in ILP32 Systemen noch große Dateien verarbeiten zu können, wurde in Single UNIX Specification Version 2 (UNIX 98) eingeführt, basierend auf dem herstellerübergreifenden „Large File Summit“ von 1996.
| Daten- modell | short (integer) | int (integer) | long (integer) | pointer (integer) | long long (integer) | Beispiel Betriebssystem/Compiler                                                    |
| ------------- | --------------- | ------------- | -------------- | ----------------- | ------------------- | ----------------------------------------------------------------------------------- |
| LP32 0        | 16              | 16            | 32             | 32                |                     | Apple MacIntosh für Motorola 68k, Microsoft API für Intel x86                       |
| ILP32 0       | 16              | 32            | 32             | 32                |                     | IBM 370, VAX Unix, ältere Workstations (VAX hat long-long nur für DEC/Alpha 64-Bit) |
| ILP32 LL64    | 16              | 32            | 32             | 32                | 64                  | Microsoft Win32, Amdahl, Convex, Unix Systeme ab 1990                               |
| IP32 0        | 16              | 32            | 64             | 32                | 64                  | Ultrix (1982–1995), 64-Bit long-long alias nur mit späteren GNU C                   |